# Октава
Окта́ва (от лат. octava «восьмая»; оригинальное др.-греч. διὰ πασῶν «через все <струны>» → ср.-век. лат. diapason ) — музыкальный интервал, в котором соотношение частот между звуками составляет один к двум (то есть частота высокого звука в два раза больше низкого). Субъективно на слух октава воспринимается как устойчивый, базисный музыкальный интервал. Два звука, отстоящие на октаву, воспринимаются очень похожими друг на друга, хотя явно различаются по высоте.
Интервал октавы охватывает восемь ступеней диатонического звукоряда, например, от ноты «до» до следующей ноты «до» или от ноты «ре» до следующей ноты «ре» и т. д. В элементарной теории музыки (ЭТМ) октава обозначается цифрой 8.

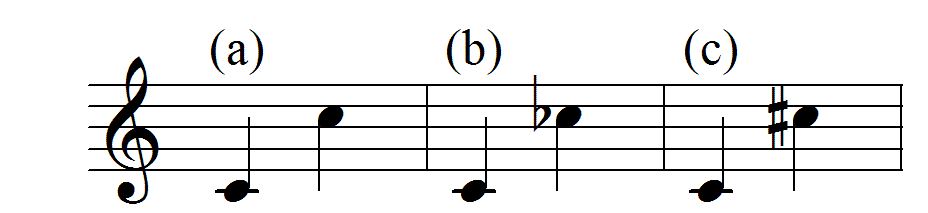
a — чистая октава
b — уменьшённая октава
c — увеличенная октава

Октава существует в трёх разновидностях:
- чистая октава — интервал в восемь ступеней и шесть тонов, простейшее соотношение двух звуков различной высоты, у которых частота колебаний относится как два к одному, то есть верхний звук имеет вдвое бо́льшую частоту колебаний, чем нижний звук; обозначается ч. 8
- уменьшённая октава — интервал в восемь ступеней и пять с половиной тонов; обозначается ум. 8
- увеличенная октава — интервал в восемь ступеней и шесть с половиной тонов; обозначается ув. 8

## Другие значения
Термином «октава» называются также:
- восьмая ступень диатонического звукоряда;
- регистры равномерно темперированного звукоряда; каждая из октав включает двенадцать звуков различной высоты от ноты «до» до ноты «си» включительно. Весь используемый в музыке звуковой материал разбит условно на семь полных и две неполные октавы, которые называются: субконтроктава, контроктава, большая октава, малая октава, первая октава, вторая октава, третья октава, четвёртая октава, пятая октава.
- разновидность самого низкого мужского голоса — баса (баса-профундо), диапазон которой начинается от звука A1 («ля» контроктавы; у отдельных певцов — ещё ниже).
- объективная единица измерения высоты звука, которая приближенно отображает субъективное восприятие; является двукратным отношением частот акустических колебаний.

В технике часто используют следующие октавы:
| Нижняя граница октавной полосы частот, Гц | Центральная частота октавной полосы частот (среднее геометрическое), Гц | Верхняя граница октавной полосы частот, Гц |
| ----------------------------------------- | ----------------------------------------------------------------------- | ------------------------------------------ |
| 22                                        | 31,5                                                                    | 44                                         |
| 44                                        | 63                                                                      | 88                                         |
| 88                                        | 125                                                                     | 177                                        |
| 177                                       | 250                                                                     | 354                                        |
| 354                                       | 500                                                                     | 707                                        |
| 707                                       | 1 000                                                                   | 1 414                                      |
| 1 414                                     | 2 000                                                                   | 2 828                                      |
| 2 828                                     | 4 000                                                                   | 5 656                                      |
| 5 656                                     | 8 000                                                                   | 11 312                                     |
| 11 312                                    | 16 000                                                                  | 22 624                                     |

Каждую из октавных полос идентифицируют (называют) по её центральной частоте

## Звучание
| C — C Восходящая октава Помощь по воспроизведению файла | C — C Нисходящая октава Помощь по воспроизведению файла |